# İsmail Albayrak
İsmail Albayrak (geb. 1968 in Ankara) ist ein türkischer islamischer Theologe und Islamwissenschaftler, der als Hochschullehrer in Australien tätig ist. Er studierte bis 1991 Theologie an der Theologischen Fakultät (İlâhiyat Fakültesi) der Universität Ankara (vgl. Ankaraner Schule). Mit einem Stipendium des türkischen Hochschulrats (YÖK) absolvierte er sein Postgraduate-Studium in England. Er promovierte an der Universität Leeds (2000) am Lehrstuhl für Theologie und Religionswissenschaft, unterrichtete anschließend an der Universität Sakarya in Adapazari in der Türkei (Koranstudien, klassische Exegese, zeitgenössische Ansätze im Koran und Orientalistik) und ist heute Professor für Islamische Studien an der Australian Catholic University (Australischen Katholischen Universität) in Melbourne, der einzigen staatlichen katholischen Universität in Australien. Im November 2008  wurde er auf den neu gegründeten Fethullah-Gülen-Lehrstuhl im Rahmen der Islamwissenschaften und der Forschung über muslimisch-katholische Beziehungen (Fethullah Gulen Chair in the Study of Islam and Muslim Catholic Relations) berufen. Er ist Verfasser zahlreicher Bücher und Schriften, darunter eine Monographie über den “Chodscha-Effendi” Fethullah Gülen.

## Publikationen (Auswahl)
- Qur'anic narrative and Isra'iliyyat in Western scholarship and in classical exegesis. University of Leeds, 2000. Dissertation: Thesis (Ph.D.)
- „Klasik Modernizmde Kur'an'a Yaklaşımlar/Approaches to the Qur’an in Classic Modernism“ (Istanbul: Ensâr Publication 2004)
- „The Qur’anic Narratives of the Golden Calf Episode“, Journal of Qur’anic Studies, 3, 47–70 (2001)
- „Servanthood of the Prophet Muhammad“, Dialogue Asia-Pacific Magazine, 15 (2008)
- Aus der Wissenswelt eines Intellektuellen - Fethullah Gülen. 2012
- Artikel: "The People of the Book (Ahl al-Kitab) in the Qur'an"; in: War and Peace in Islam: The Uses and Abuses of Jihad, hrsg. v. Prinz Ghazi bin Muhammad, İbrahim Kalın & Mohammad Hashim Kamali. 2013 (MABDA English Monograph Series)